# Onorio Augustodunense
Onorio Augustodunense, chiamato anche Onorio d'Autun (in latino Honorius Augustodunensis; c. 1080 – c. 1140), è stato un monaco cristiano, teologo e filosofo vissuto tra gli ultimi decenni dell'XI secolo e la prima metà del XII, probabilmente in Germania.

## Biografia
Della vita di Onorio non abbiamo notizie certe. Il riferimento principale si trova nella conclusione del suo De luminaribus ecclesiae: dopo aver dato l’inventario delle opere degli autori ecclesiastici dall’inizio dell’era cristiana ai suoi giorni, l’autore si firma come Honorius Augustodunendis ecclesiae presbyter et scolasticus, quindi dà l’elenco di ventidue proprie opere (compreso il De luminaribus stesso) e l’indicazione cronologica sub quinto Henrico floruit, intendendo l’imperatore Enrico V di Germania (1106-1125). Queste scarne indicazioni hanno dato l’avvio a un ampio dibattito sulla persona storica di Onorio, sulla sua origine e il luogo di attività, su una determinazione cronologica più precisa della sua vita e della sua opera letteraria.
Classicamente l’interpretazione della firma di Onorio ha portato a ritenere che egli fosse stato sacerdote della Chiesa di Autun in Borgogna (Augustodunum è infatti il nome latino di Autun), dove avrebbe insegnato teologia per un certo periodo, quindi si sarebbe ritirato in un monastero (quest’ultima ipotesi spiegherebbe i termini solitarius e inclusus che accompagnano il nome dell’autore in molti manoscritti delle sue opere). Vi erano però delle difficoltà nel sostenere questa teoria: non vi è traccia nella storia di Autun dell’attività di Onorio e per di più non si è sicuri dell’esistenza di un insegnamento teologico regolare in questa città alla sua epoca; inoltre l'Imago Mundi dell’autore presenta una descrizione molto sintetica della Francia, senza far menzione della Borgogna, mentre la descrizione della Germania, e di Baviera e Franconia in particolare, è molto più particolareggiata.
Questo, unito al fatto che l’autore sembra impiegare alcune parole tedesche nella Gemma animae, ha portato Le Boeuf all’ipotesi che Onorio fosse invece vissuto in Germania: inizialmente è stata proposta la città di Augst presso Basilea (attualmente in Svizzera); un'altra città tedesca candidata fu Augusta in Baviera, ma è stato fatto notare che il nome latino corrispondente è Augusta Vindelicorum, simile ma non uguale ad Augustodunum.
Sono state avanzate anche delle ipotesi di compromesso, come il fatto che Onorio sarebbe stato sacerdote e scolastico ad Autun, ma si sarebbe poi ritirato in monastero in Germania, dove avrebbe composto alcune delle sue opere. Dieterich invece, identificando il Gotteschalcus dedicatario del De libero arbitrio di Onorio con un Gottschalk prevosto della collegiata di Maria auf dem Felde a Magonza intorno al 1120, ha ritenuto che Onorio sia nato o quanto meno vissuto in questa città, giustificando il termine Augustodunensis con l’ipotesi che per una parte della sua vita egli abbia studiato o forse anche insegnato ad Autun; poi verso il 1132 egli sarebbe tornato in Germania e si sarebbe fatto monaco a Ratisbona in Baviera (l’unica città tedesca nominata con precisione nell'Imago mundi).
Soprattutto l’ipotesi di Ratisbona si è consolidata grazie agli studi di Endres, che ha individuato in Cristiano, abate di San Giacomo degli Scozzesi a Ratisbona dal 1133 al 1153, il dedicatario dell'Imago mundi e committente del suo Commentario ai Salmi, e ha visto nel portale dell’abbazia una traduzione scultorea del Commento al Cantico dei cantici di Onorio; è in questo monastero benedettino che l’autore avrebbe composto le sue opere. Poiché inoltre in due dei manoscritti che conservano lo Speculum ecclesiae si legge che i fratelli della Chiesa di Canterbury hanno udito predicare Onorio quando ha soggiornato presso di loro, Endres ha spiegato così i punti di contatto esistenti tra il pensiero di Onorio e quello di Anselmo d’Aosta (arcivescovo di Canterbury dal 1033 al 1109). Crouse ha però obiettato che la conoscenza del pensiero di Anselmo non presuppone necessariamente la presenza nel luogo dove egli insegnava, ma semplicemente la lettura dei suoi scritti.
Per quanto riguarda l’appellativo di Augustodunensis, Endres ritiene che sia uno pseudonimo dovuto al fatto che il monastero di San Giacomo a Ratisbona è collocato su un’altura (-dunum secondo una radice celtica) legata a una vittoria di Carlo Magno (Augustus); quest’ultima ipotesi non è però parsa molto soddisfacente e non ha portato tutta la critica ad abbandonare l’idea di un legame di Onorio con Autun, pur mantenendo anche l’ipotesi della sua permanenza a Ratisbona.
Si segnala anche l’ipotesi di Kelle, che ha ritenuto che intorno al nome di Onorio si siano raccolte una serie di opere anonime affini in qualche modo allo Speculum ecclesiae a lui attribuito; peraltro la paternità onoriana di questo stesso scritto è contestata dallo studioso, che ritiene si tratti di un adattamento di sermoni di altri autori come Agostino, Gregorio Magno, Rabano Mauro. Di conseguenza la conclusione del De luminaribus ecclesiae sarebbe un riflesso di questa situazione, per cui non sarebbe degna di fede per una ricostruzione della persona di Onorio; una conclusione così radicalmente distruttiva non si è però imposta nel dibattito critico.
La supposta associazione di Onorio con Canterbury e il fatto che San Giacomo a Ratisbona fosse una fondazione di monaci Scottii (irlandesi e scozzesi) ha portato una parte della critica a ipotizzare una sua origine insulare. Bauerreiss ad esempio ritiene che Onorio non abbia semplicemente soggiornato a Canterbury, ma vi abbia ricevuto la sua formazione sotto Anselmo, per spostarsi prima all’abbazia di San Michele a Siegburg, dove avrebbe dedicato il Commentario ai Salmi a Cunone di Raitenbuch (abate dal 1105 al 1126), e poi seguire quest’ultimo quando divenne vescovo di Ratisbona (1126-1132); Augustodunensis potrebbe essere una corruzione di Augustinensis, con riferimento alla chiesa di sant’Agostino a Canterbury. Gwynn ha sottolineato come il Cristiano abate di San Giacomo a cui Onorio avrebbe dedicato l'Imago mundi fosse membro della famiglia reale irlandese dei MacCarthy e si fosse recato in Irlanda due volte, l’ultima delle quali divenendo arcivescovo di Cashel; Southern ha notato che “Cashel” in gaelico significa “collina dei re”, il cui corrispondente latino potrebbe essere Augustodunum: l’indicazione geografica con cui Onorio caratterizza se stesso sarebbe quindi un omaggio al suo abate e adombrerebbe una propria origine irlandese. L’ipotesi che connette Onorio all’Irlanda è stata però contestata da Flint, dal momento che nell'Imago mundi ne tratta molto rapidamente: da un supposto irlandese ci si aspetterebbe una descrizione più dettagliata della propria patria.
Un’ulteriore ipotesi sembrerebbe rafforzare l’idea che Onorio abbia trascorso una parte della sua vita in Inghilterra per trasferirsi poi in area tedesca. Flint infatti ha notato che vi è una notevole concentrazione di manoscritti contenenti le sue opere nelle aree di Lambach in Austria e di Worcester in Inghilterra. La studiosa ha quindi ipotizzato che Onorio sia stato prima attivo nella zona di Worcester, per poi trasferirsi a Lambach. A suo parere l’ipotesi è rafforzata dal fatto che a Göttweig (un monastero connesso all’abbazia di Lambach) è conservata una donazione di libri da parte di un certo Enrico a una chiesa non identificata, risalente al XII secolo, nella quale sono elencate 21 delle 22 opere di Onorio citate nel De luminaribus; Flint ha quindi proposto che Enrico sia da identificare con Onorio stesso. In un secondo momento Flint ha anche proposto di identificare Onorio e l’Enrico autore della donazione con Enrico di Augusta, autore di un Dialogus de musica, adducendo come dimostrazione soprattutto la corrispondenza stilistica tra quest’opera e quelle di Onorio, e alcune corrispondenze di contenuto con certi passi dell'Imago mundi. Flint sottolinea anche che una copia dell'Imago mundi definisce l’autore con il nome Henricus, e che nel lascito di Göttweig sono presenti opere di argomento musicale.
Si può infine segnalare la ricostruzione biografica di Garrigues: secondo la studiosa il nome Honorius sarebbe uno pseudonimo perché non esistono attestazioni indipendenti dell’esistenza di un personaggio con questo nome; il termine Augustodunensis invece non può che riferirsi alla diocesi di Autun dove l’autore avrebbe forse ricevuto l’ordinazione, poiché in altri luoghi delle sue opere egli utilizza il termine Augustodunum sempre in riferimento a questa città francese. La permanenza nello Schottenkloster di san Giacomo a Ratisbona e l’influenza che nella sua opera avrebbero certe conoscenze legate alla chiesa irlandese farebbero pensare a una sua provenienza da quest’area, dove dev’essere nato non dopo il 1080. L'Elucidarium, sua prima opera, e il Sigillum beatae Mariae sarebbero però state scritte in Inghilterra, dove avrebbe studiato e ricevuto l’influenza di Anselmo, tra 1098 e 1101. Verso il 1102 egli avrebbe poi lasciato la Gran Bretagna, forse proprio per Autun; tra 1105 e 1125 si sarebbe dedicato all’insegnamento in un monastero non identificato, e avrebbe scritto una serie di opere (tra cui l'Imago mundi, il De neocosmo, l'Inevitabile) che mostrerebbero l’influenza degli insegnamenti che all’epoca si potevano ricevere negli ambienti di Parigi o di Laon; il De vita vere apostolica sembra affermare che Onorio abbia ascoltato le lezioni di Guglielmo di Champeaux. Garrigues postula in questo periodo anche un viaggio in Italia, perché questo paese riceve una trattazione molto dettagliata nell'Imago mundi. Verso il 1126 sarebbe pressoché certa la presenza di Onorio in Germania, forse prima a Siegburg dove avrebbe conosciuto Cunone di Raitenbuch, poi a Ratisbona dove si sarebbe stabilito. Nella regione tedesca avrebbe contemporaneamente condotto la propria vita monastica e composto opere di polemica ecclesiastica; successivamente avrebbe abbandonato questa forma di impegno per dedicarsi alla meditazione sulle Sacre Scritture. Sono infatti i manoscritti di quest’epoca e questa regione a definire Onorio con i termini di solitarius e inclusus; forse Onorio si era ritirato nel priorato di Weih-Sankt-Peter, dipendente dall’abbazia di san Giacomo. Infine, Garrigues ricorda una testimonianza del 1154 dell’abate Gregorio, che tesse le lodi di un suo reclusus anonimo molto anziano che si dedicava all’esegesi biblica; la studiosa propone di identificarlo con Onorio poco prima della morte.

## Opere

### Inventari delle opere di Onorio

#### Opere elencate nelDe luminaribus ecclesiae
La fonte principale per la conoscenza delle opere di Onorio Augustodunense è l’elenco di ventidue opere che egli ha apposto alla fine del quarto libro del De luminaribus ecclesiae, delle quali 19 sono conservate dalla tradizione manoscritta (Elucidarium, Sigillum beatae Mariae, Inevitabile, Speculum ecclesiae, Offendiculum, Summa totius, Gemma animae, Sacramentarium, Neocosmus, Eucharistion, Cognitio vitae, Imago mundi, Summa gloria, Scala coeli, De anima et de Deo, Expositio totius Psalterii, Expositio in Cantica canticorum, Clavis physicae, De luminaribus ecclesiae), tre risultano invece perdute (Evangelia quae beatus Gregorius non exposuit, Refectio mentium, Pabulum vitae).
L’autenticità di questa lista è però stata contestata da alcuni critici. In particolare Kelle ritiene che l’intero De luminaribus ecclesiae consti degli aggiornamenti effettuati nel corso dei secoli al De viris illustribus di Gerolamo, che trattava di tutti gli autori ecclesiastici dalle origini del cristianesimo alla propria epoca (inizio del V secolo); considerando inoltre che la lista delle opere in alcuni manoscritti manca completamente, egli ha ipotizzato che sia spuria e che un Honorius Augustodunensis autore del De luminaribus e delle altre opere citate non sia mai esistito. Menhardt invece non ha rifiutato la paternità dell’intero trattato a Onorio, ma solo l’autenticità della lista a lui attribuita. La giustificazione che egli adduce a questa teoria è la coincidenza pressoché totale delle opere qui elencate con quelle senza indicazione d’autore che sono presenti nella Donatio Gottwicensi, che è paleograficamente anteriore a tutti i testimoni del De luminaribus: la lista a conclusione del trattato sarebbe quindi un’aggiunta posteriore ricalcata sulla Donatio. In ogni caso la maggior parte della critica propende per l’autenticità di questa indicazione.

#### Donatio Gottwicensis
Un'altra risorsa importante è un elenco di opere donate a una chiesa non identificata da un certo frater Heinricus, contenuto in un manoscritto del XII secolo conservato nell’abbazia di Göttweig in Austria: su 50 titoli, 21 coincidono con le opere citate nel De luminaribus ecclesiae, con qualche differenza di forma nei titoli: Psalterium, Cantica canticorum, Clavis physicae, Speculum ecclesiae, Refectio moerentium, Pabulum vitae, Elucidarium, Offendiculum, Eucharistion, Neocosmos, Scala coeli, Gemma animae, Sacramentarium, Summa totius, Imago mundi, Summa gloria, Sigillum beatae Mariae, Cognitio vitae, Inevitabile, De luminaribus ecclesiae, De deo et anima.

#### Liste di Giovanni Tritemio e Bernhard Pez
Due ulteriori liste di opere attribuite a Onorio sono frutto delle ricerche degli eruditi moderni Giovanni Tritemio, abate di San Giacomo degli Scozzesi a Würzburg a cavallo tra XV e XVI secolo, e Bernhard Pez (1683-1735), abate benedettino di Melk.
Tritemio presenta nella sua opera De scriptoribus ecclesiasticis un catalogo delle opere di Onorio Augustodunense molto simile a quello contenuto nel De luminaribus: Elucidarium, Sigillum sanctae Mariae, Speculum ecclesiae, Summa historiarum, Gemma animae, De libero arbitrio, Offendiculum, Imago mundi, In Cantica canticorum, De luminaribus ecclesiae, De corpore domini, De Deo et vita aeterna, Scala coeli, In toto Psalterio, De Papa et imperatore, Resurrectio messium, Epistolarum ad diversos, In Hexameron, De anima, Clavis physicae, In Evangelia homiliarum, Dialogus ex opusculis Augustini, Pabulum vitae. Secondo Garrigues l’attendibilità di quest’elenco è dovuta al fatto che Tritemio avrebbe avuto accesso ad archivi oggi scomparsi, in un’area della Germania vicina ai luoghi dove Onorio sarebbe stato attivo.
La lista stilata da Pez è molto preziosa perché ci permette di aumentare di molto il numero di opere attribuibili a Onorio: Liber amplus theologicarum quaestionum, De decem plagis Aegyptii spiritualiter, Scala caeli minor, Liber duodecim questionum, Quaestiones octo, De animae exilio et patria, De libero arbitrio, De vita claustrali, De philosophia mundi, De Solis affectibus, Series romanorum pontificum, De haeresibus, Quaestiones et ad easdem responsiones in duo Salomonis libro, Proverbia et Ecclesiasten, Summa de virtutibus et vitiis. Secondo Garrigues Pez avrebbe avuto accesso a documenti per noi oggi irraggiungibili, effettuando le proprie ricerche soprattutto nelle biblioteche dell’abbazia di Melk e della certosa di Gaming.

### Opere dogmatiche e ascetiche
Clavis physicae: la Clavis physicae è un fortunato trattato cosmologico di Onorio, composto probabilmente tra il 1111 e il 1115, in forma di dialogo tra un maestro e il suo allievo.
De anima et de Deo (sive De anima et de Deo ex Augustino excerpta sub dialogo exarata): composto prima del 1117, il De anima et de Deo è un trattato che ebbe ridotta diffusione al tempo di Onorio. Consiste in un’esposizione di problemi teologici e filosofici caratteristici delle discussioni del XII secolo; ogni questione è risolta con citazioni di Agostino. Oltre a quest’ultimo, le altre fonti utilizzate nella stesura di quest’opera sono Giovanni Cassiano, Boezio e Anselmo d’Aosta.
De animae exilio et patria: non nominato nella lista di opere fornita nel De Luminaribus, il trattato De animae exilio et patria è stato composto da Onorio pochi anni dopo il 1111. Non è possibile fornire una datazione più precisa ma è plausibile che l'opera sia stato composta non troppo lontano nel tempo dalla Cognitio vitae; infatti, i prologhi di queste due opere si assomigliano molto: aleggia quella paura di cadere nel peccato dell’invidia ed entrambi esprimono una visione analoga della strada verso la Verità, “l’ignoranza porta l’errore, imparando viene costruito il cammino verso la verità”. Inoltre sembrerebbe essere stato scritto subito prima della Scala coeli maior in quanto quest’ultimo lo cita nel suo prologo. Il tema dell’opera è riferito al miglioramento intellettuale dell’uomo; Onorio esprime il suo desiderio, sempre vivo, di fornire aiuto a coloro che faticano a migliorarsi.
De claustrali vita: si tratta di una fervente difesa della vita monastica, molto probabilmente composta nel lasso di tempo che separa la composizione del Sigillum beatae Mariae (ca. 1100-1102) da quella del De apostatis (ca.1125). È insomma un breve trattato che presenta una metafora della vita di clausura in dieci punti “proprio come la chiesa è paragonata alle dieci vergini”.
Il primo è che la vita monastica è “come la spiaggia che accoglie coloro che arrivano dai pericoli del mare”; il secondo punto è che rappresenta “il riparo ombroso dal calore”; il terzo “il giaciglio dove riposano coloro che lavorano”. Il quarto punto vede la vita di clausura come “asilo e luogo di rifugio”. Il quinto come una scuola; il sesto come un ginnasio, cioè un luogo in cui esercitarsi. Il settimo vede il monastero come una prigione; l’ottavo come un’opportunità di salvezza davanti alle tentazioni; il nono come inferno; e infine il decimo come paradiso. Nel paragrafo finale Onorio riassume tutti i punti descrivendo il monastero come “porto di salvezza per i principi e per coloro che fuggono dalle tempeste delle battaglie; un ombroso luogo di ristoro per i mercanti che evitano il calore degli affari; un letto di pace per servi e oppressi che smettono di lavorare troppo; un rifugio sicuro, come una fortezza, per i soldati in fuga dai loro nemici; una scuola di virtù per gli ignoranti; un luogo di esercizio in varie arti per i non addestrati; una prigione, anzi un ospizio, per vagabondi e criminali; un modo di provare per gli inesperti; un inferno che purga i penitenti e tortura i ribelli; un paradiso che trabocca di piaceri per i saggi e gli ardenti d'amore, e li riempie di ricchezze eterne”.
I confratelli di Onorio vengono quindi paragonati metaforicamente a pesci, viaggiatori, mercanti, lavoratori, servi, fuggitivi, bambini, reclute, vagabondi, colpevoli, penitenti, e altro ancora.
De cognitione verae vitae (sive Cognitio vitae): composta intorno al 1140, la Cognitio vitae si presenta come una prova logica dell’esistenza di Dio, mettendo in risalto la relazione tra maestro e studente; infatti è costruita come un dialogo tra un allievo e il suo maestro.
De libero arbitrio: questo trattato, che si concentra sulla definizione di libero arbitrio, è stato sicuramente composto dopo l’opera Inevitabile (ca. 1108) poiché rifiuta la definizione data lì in favore di quella di Anselmo. Sembrerebbe in realtà una vera e propria revisione della dottrina contenuta nell’Inevitabile, che viene riformulata in modo più chiaro e conciso.
De vitiis et virtutibus (?)
Elucidarium (sive Dialogus de summa totius christianae theologiae): l’Elucidarium, noto anche come Dialogus de summa totius Christianae theologiae è il primo degli scritti di Onorio. Composto nella sua prima versione tra il 1098 e il 1102 in Inghilterra, ebbe enorme fortuna nel Medioevo: fu tradotto tutte le lingue del Medioevo occidentale ed è conservato in più di 300 manoscritti. È stato definito da Valerie Flint “il più importante di tutti gli scritti di Onorio”.
Eucharistion (sive Liber de corpore et sanguine Domini)
Inevitabile (sive De praedestinatione et libero arbitrio dialogus): è un trattato sviluppato come dialogo tra un maestro e il suo discepolo, scritto intorno al 1108. L’obbiettivo che si propone Onorio è quello di spiegare il mistero della predestinazione e riconciliarlo con il libero arbitrio.
Di quest’opera Onorio ha redatto due versioni. La prima ripete la teoria agostiniana della predestinazione, già esposta nell'Elucidarium, secondo la quale solo la grazia può salvare l'anima umana, irrimediabilmente corrotta dal peccato originale; la seconda versione sposa invece la tesi della centralità della libera volontà umana nella scelta del bene, esposta da Anselmo sia nel De libero arbitrio che nel De concordia praescentiae et praedestinationis.
Scala caeli maior (sive Scala caeli maior de gradibus visionum): si tratta di un’opera molto breve il cui argomento è sintetizzato nel sottotitolo “De ordine cognoscendi Deum in Creaturis”: il pensiero che sta dietro all’opuscolo è che la contemplazione di Dio è qualcosa che la coscienza umana non può comprendere quindi l’uomo deve spostare la propria attenzione verso ciò che Dio ha creato per cercare delle tracce che gli rivelino la grandezza del signore. È un tema affrontato in diverse sedi da Onorio, per esempio nel Commento al Cantico dei Cantici. Onorio afferma che il processo che porta alla comprensione è quello della carità, che passa attraverso scientia e sapientia. La prima guida le azioni degli uomini nella vita terrena e svela il mistero dell’umanità di Cristo; la seconda porta alla contemplazione della vita eterna. Questa distinzione tra scientia e sapientia è di Agostino, che la espone nel De Trinitate dei, così come la divisione dei tre livelli spirituali. Il livello corporeo, cioè il Primo Paradiso, è dedicato ciò che è relativo al corpo e terreno; il livello spirituale, Secondo Paradiso, a “ciò che somiglia al corpo”; il livello intellettuale, Terzo Paradiso, comprende una consapevolezza che va oltre il corporeo e gli “stadi immaginativi” e non è collocato nel regno concettuale umano ma si estende al mondo “delle Idee e delle Forme”. La maggior parte dello Scala coeli è dedicato all’esposizione e alla descrizione dei tre livelli, ognuno di essi è esaminato, ne vengono dati esempi e viene mostrato come tutti e tre possono dare all’uomo una conoscenza sempre maggiore della natura incomprensibile di Dio. Per quanto riguarda le fonti usate da Onorio, emerge sicuramente Agostino; ma questo opuscolo è influenzato senza dubbio dalla dottrina di Giovanni Scoto Eriugena.
Scala caeli minor (sive De gradibus charitatis opusculum): “La carità è una scala per il paradiso. Conduce alla gloria eterna, questa scala è già stata eretta per noi oggi cosicché i credenti possano raggiungere il paradiso”. L’immagine della scala che conduce al paradiso è stata spesso utilizzata negli ambienti monastici cenobiti in tutto il Medioevo. Onorio specifica che la “scala” della caritas avrebbe 15 gradini: (dal più basso al più alto) pazienza, clemenza, pietà, semplicità, umiltà, disprezzo del mondo terreno, povertà volontaria, pace, benevolenza, gioia spirituale, volontà di sofferenza, fede, speranza, magnanimità e infine perseveranza. Quindi, un uomo che voglia salire questa scala dovrà avere un duplice timore di Dio; lo dovrà temere così come un figlio teme il proprio padre e anche come un servo teme il proprio padrone. Allo stesso tempo, le spiegazioni fatte da Onorio suggeriscono l’immenso significato della carità per ogni tipo di vita religiosa.

### Opere esegetiche
Commentarium in librum Ecclesiastes (?): questo ampio commento scritturale pone diversi problemi per quanto riguarda l’identificazione del suo autore. Inizialmente attribuito a Ruperto di Deutz, nel 1931 venne sconfessata la paternità di questo autore grazie a un’enigmatica firma nella lettera dedicatoria: il mittente infatti si firma con una “S”, risulta quindi molto difficile associare questa cifra a Ruperto. L’attribuzione a Onorio venne proposta in seguito dalla studiosa Marie-Odile Garrigues, non senza dubbi e riserve. L’ultima, e forse più convincente ipotesi, è che questo commento sia da attribuire alla penna di Sigeberto di Gembloux: sarebbe così giustificata quella “S” della lettera dedicatoria e inoltre, visto che l’autore afferma che il commento è riferito alla versione biblica in ebraico, sappiamo che Onorio sicuramente non possedeva questa competenza (così come non sapeva il greco) mentre nel ritratto biografico di Sigeberto, scritto da un suo allievo di nome Godescalco, si fa riferimento a delle conoscenze linguistiche non comuni, che comprendevano senza dubbio il greco. La questione rimane comunque aperta: sembra strano che Sigeberto nell’elenco delle due opere abbia omesso un commento così ampio e sviluppato e inoltre sono misteriose le circostanze di produzione.
De decem plagis Aegypti spiritualiter
Expositio in Cantica canticorum: l’Expositio in Cantica canticorum è il secondo commento del Cantico dei Cantici, dopo il Sigillum beatae Mariae; risulta molto difficile attribuire una datazione precisa. Questo lungo commentario faceva parte di uno sforzo di esegesi biblica più ampio: Onorio afferma che il Cantico dei Cantici ha come argomento principale il matrimonio tra Cristo e la chiesa.
Expositio in Cantica Veteris et Novi Testamenti
Expositio Psalterii (sive Selectorum psalmorum expositio): composto probabilmente prima del 1132, questo commento ai Salmi è strettamente legato alla produzione dell’Expositio in Cantica Canticorum, entrambe sono state composte nel momento più alto della carriera di Onorio. È proprio lui ad affermarlo: “guardo certamente all’esposizione di tutti i Salmi con il Cantico; ho spiegato il Cantico dei Cantici, così come non fu mai spiegato”.
L’Expositio Psalterii è un’opera molto ampia, la più lunga che Onorio abbia mai scritto. Commenta l’intero libro dei Salmi con l’aiuto di numerose fonti sia moderne che antiche; divide il suo commento su ogni salmo in due parti, riflettendo per ognuno sull’applicazione rispettivamente a Cristo e alla Chiesa.
Hexaemeron (sive De neocosmo sive Neocosmus): composta tra il 1102 e il 1105, l’opera si colloca nella prima parte della carriera di Onorio. Questo scritto si inserisce nella discussione riguardante i giorni della creazione.
Quaestiones et responsiones in Proverbia et Ecclesiasten (sive Quastiones et ad easdem responsiones in duo Salomonis libros Proverbia et Ecclesiasten) (?)
Quaestiones in Iohannem (sive Dialogus in Evangelium Iohannis) (?)
Quaestiones in Matthaeum (sive Dialogus in Evangelium Matthaei)
Sigillum beatae Mariae: si tratta di un commento al Cantico dei Cantici che pone al centro della propria interpretazione la Madonna. Il Sigillum beatae Mariae fu composto nel primo decennio del XII secolo, subito dopo l’Elucidarium, quando Onorio era probabilmente ancora in Inghilterra. Fu scritto per spiegare le lezioni sulla Festa dell’Assunzione e fu anche incorporato nello Speculum Ecclesiae come parte del sermone da utilizzare in tale festività. È composto da commentari sui Vangeli e da un commento al Cantico dei Cantici

### Opere storiche ed enciclopediche

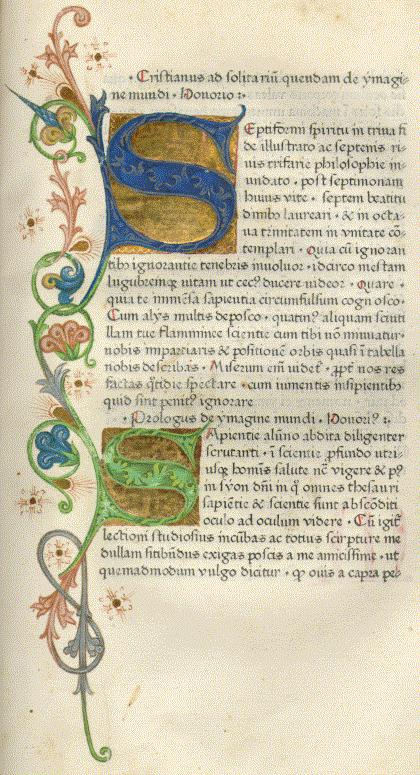
Imago mundi, Norimberga, ca 1472

De luminaribus ecclesiae (sive De scriptoribus ecclesiasticis): il De luminaribus ecclesiae è una delle opere di maggior interesse di Onorio non tanto per il suo contenuto storico quanto per l’importanza dell’elenco di 22 opere posto in chiusura del IV libro. Fu sicuramente scritto nell’ottica di promuovere gli interessi imperiali infatti i nomi degli autori sono citati con l’indicazione dell’Imperatore Germanico regnante durante la loro vita. L’ultimo autore a comparire in fondo alla lista è Onorio stesso.
Nonostante la difficoltà nell’individuare una data di composizione, è possibile ipotizzare che l’opera sia stata scritta tra il 1130 e il 1133 grazie alla citazione di Ruperto di Deutz come penultimo autore dell’elenco; sappiamo infatti, grazie al De Scriptoribus Ecclesiasticis dell’Anonimo di Melk, che Ruperto era già morto quando Onorio scrisse il De luminaribus.
Dialogus de musica (?)
Imago mundi (sive De dispositione orbis sive De imagine mundi): l'Imago Mundi è un'opera enciclopedica composta nella sua prima versione tra il 1098 e 1110. Divisa in 3 libri, ebbe grandissima diffusione in tutto il Medioevo, come attestano i più di 300 codici che la riportano.
Liber de haeresibus
Series Romanorum pontificum et imperatorum (sive Catalogus Romanorum pontificum): questo elenco di imperatori e pontefici è stato ideto come appendice all’Imago Mundi.
Summa totius de omnimoda historia: forse ideata come prefazione per l’Imago Mundi, quest’opera è difficile da collocare all’interno della carriera di Onorio.

### Opere liturgiche
Evangelia (quae beatus Gregorius non exposuit) (opera perduta): opera menzionata da Onorio nella lista in calce al De luminaribus ecclesiae, che risulta attualmente perduta; potrebbe essere stata una raccolta di omelie su brani del Vangelo letti durante le funzioni religiose, che non erano stati commentati da Gregorio Magno nelle sue Homiliae in Evangelia. In un manoscritto viennese dell'Elucidarium sono riportate delle Quaestiones su quattro libri della Bibbia, tra cui due Vangeli: è stato proposto da Michel Denis che queste ultime rappresentino gli Evangelia di Onorio, ma la proposta è stata accettata solo da Flint. Garrigues rifiuta questa identificazione per motivi stilistici e perché non riportano tracce dell’influenza del pensiero di Scoto Eriugena, che invece è molto presente nell’opera di Onorio.
Gemma animae: trattato dedicato alla liturgia cristiana in quattro libri, di cui il primo è dedicato ai riti svolti durante la messa e ai ministri del culto; il discorso si allarga anche all’ornamentazione delle chiese, al vestiario dei celebranti e agli oggetti legati alla liturgia, la quale è suddivisa in parti secondo una numerazione simbolica. Sono discusse anche questioni di disciplina per i religiosi. Il secondo libro riguarda le ore canoniche, che vengono fatte coincidere con le suddivisioni del cosmo. Il terzo libro tratta delle cerimonie domenicali e delle festività del calendario liturgico a partire dall’Avvento, più alcune date legate ai santi; il libro termina con una discussione sul significato simbolico dei mesi, legato ai periodi della storia del mondo. Infine il quarto giustifica le letture previste per i vari giorni dell’anno, riconnettendole alla storia della salvezza. Il trattato è dedicato nella prefazione a dei monaci, probabilmente benedettini per le allusioni alla Regola e per il rilievo che assume la festa di San Benedetto all’interno dell’opera; inoltre Onorio sottolinea la prerogativa del monaco benedettino di condurre insieme una vita attiva, dedicata ai doveri sacerdotali, e una contemplativa, più propriamente monastica. Garrigues data l’opera a dopo il 1133.
Pabulum vitae (opera perduta): opera menzionata in calce al De luminaribus ecclesiae, che risulta attualmente perduta; forse una raccolta di sermoni legata all’anno liturgico, a complemento dello Speculum ecclesiae. Garrigues ipotizza che il manoscritto identificato da Flint come potenzialmente contenente la Refectio mentium possa contenere in realtà un primo abbozzo del Pabulum vitae.
Refectio mentium (opera perduta): opera menzionata nella lista del De luminaribus ecclesiae e nella Donatio Gottwicensis, che la definisce come una raccolta di sermoni; risulta attualmente perduta, ma la critica ha avanzato delle proposte di identificazione con le raccolte conservate in alcuni manoscritti. Flint ad esempio ritiene che il manoscritto Lambach 139, che contiene una collezione di sermoni estratti in buona parte dalla Gemma animae e dallo Speculum ecclesiae, possa coincidere con la perduta Refectio mentium. Garrigues sostiene di aver rinvenuto nel manoscritto Praga 930 la dicitura Honorii monachi de refectione mentium seu sermones capitulares, ma scarta questa identificazione per motivi stilistici e cronologici, perché alcuni sermoni appaiono posteriori alle canonizzazioni di San Bernardo e Thomas Beckett. Garrigues segnala anche i manoscritti Monaco CLM 2982 e 4636, che riportano la stessa raccolta di sermoni e di cui il primo riporta il titolo cancellato di Refectio mentium. Ella ritiene possibile che queste omelie siano di mano di Onorio, ma non le fa coincidere in toto con questa raccolta perduta. Piuttosto Garrigues ipotizza che noi possediamo tutti i sermoni composti dall’autore, ma la tradizione manoscritta non ce li tramandi secondo la suddivisione originale in Speculum ecclesiae, Pabulum vitae e Refectio mentium; buona parte sarebbe stata amalgamata allo Speculum originale e trasmessa sotto questo nome.
Sacramentarium (sive Sacramentarium seu de causis et significatu mistico Rituum divini in Ecclesia officii liber): gli argomenti di questo trattato sono analoghi a quelli della Gemma animae, ma la dimensione dell’opera è molto più ridotta. Il trattato inizia con la descrizione delle diverse suddivisioni dell’anno liturgico, quindi parla dell’ordinazione e degli ornamenti sacri, infine si ritorna all’anno liturgico e all’illustrazione della messa.
Tradizionalmente quest’opera è stata ritenuta un riassunto della Gemma animae, nel quale vengono eliminati i particolari più tecnici della liturgia e la spiegazione del loro significato storico e simbolico; questo ha fatto pensare che, mentre la Gemma animae è rivolta a membri del clero interessati in modo specifico alla liturgia a livello teorico e pratico, il Sacramentarium sarebbe rivolto a lettori meno istruiti, per educarli alla santità insita nel culto cristiano.
Garrigues però ha fatto notare che il Sacramentarium presenta delle riflessioni di argomento mistico e teologico che dovrebbero far pensare a un pubblico colto; semplicemente in questo caso il focus della trattazione è spostato da una disamina dettagliata delle questioni liturgiche a una riflessione teologica più profonda. Un esempio eclatante secondo Garrigues della differenza di tono tra la Gemma animae e il Sacramentarium riguarda il tema dell’uomo come microcosmo, che nella prima è trattato sbrigativamente perché non è di interesse per la liturgia, mentre nel secondo è analizzato in un intero capitolo. Garrigues data l’opera a dopo il 1133.
Speculum ecclesiae: raccolta di sermoni, ripartiti su tutto l’anno liturgico, partendo dal Natale e concludendo con l’Avvento. Il numero e la consistenza dei sermoni oscilla molto tra i numerosi manoscritti che trasmettono l’opera, tanto da formare un ‹‹corpus immenso e multiforme›› piuttosto che una lista definita; il totale dei sermoni che sono attribuiti dall’insieme della tradizione allo Speculum ecclesiae diventa così di più di cinquecento, secondo Garrigues, che ritiene impossibile stabilire il nucleo originario della raccolta, ma comunque non contesta l’autenticità delle omelie pervenuteci. L’opera doveva servire come un campionario di modelli per la predicazione: più che direttamente alla fruizione dei fedeli, questi sermoni sembrano essere rivolti principalmente a quella dei monaci, che oltre alla trama del discorso vi trovavano ricche informazioni sulle modalità con cui presentarlo, con indicazioni riguardanti anche l’adattamento dell’omelia alle necessità dell’uditorio, alla stagione, alla differente solennità delle occasioni. Lo Speculum ecclesiae si segnala anche perché è la prima opera del Medioevo, dopo Gregorio Magno, in cui si recupera la tradizione dell'exemplum come storiella dal significato morale. Onorio utilizza un vasto campionario di exempla, che in parte riprende le tradizioni classica, patristica e agiografica, ma per lo più tratta di personaggi presi dalla quotidianità. Dalla prefazione si ricava che questa raccolta era stata richiesta da un convento in cui Onorio aveva già dato prova della sua abilità nel realizzare omelie; alcuni manoscritti indicano che questi monaci facevano parte della comunità ecclesiastica di Canterbury, ma, per quanto questo indizio sia stato importante nel dibattito sui luoghi di origine e di attività dell’autore, non si è in grado di stabilire con certezza la verità di questa affermazione. Garrigues data il nucleo originario della raccolta al 1107-1111.

### Opere polemiche
De apostatis (sive Offendiculum de apostatis)
De esu volatilium (sive Dialogus cuiusdam magistri de esu volatilium) (?)
De vita vere apostolica (?)
Offendiculum (sive De offendiculo sive Offendiculum de incontinentiis sacerdotum): in quest’opera, che sembra essere collegata al De Apostatis, Onorio esprime la sua opinione nei confronti di preti e monaci che lui considera “indegni”. Il titolo, i sentimenti espressi e i modi in cui sono espressi fanno pensare direttamente a quello che, oltre a essere il maestro di Onorio, è anche l’influenza principale in fatto di regolamentazione della vita monastica: Anselmo d’Aosta. Questo infatti aveva compiuto un grandissimo sforzo per proibire il matrimonio tra i sacerdoti, tanto che nel 1102 e nel 1108 furono promulgati decreti in questo senso. Anche il titolo è probabilmente scelto in relazione a un’opera di Anselmo: il De Presbyteris Concubinariis seu Offendiculum Sacerdotum.
Quid sit scala ad caelum
Quid vasa honoris et quid vasa contumeliae
Quod monachis liceat praedicare (sive Quaestio utrum monachis liceat praedicare)
Summa gloria (sive Summa gloria de apostolico et augusto sive Summa gloria de praecellentia sacerdotii prae regno): con quest’opera, Onorio esprime senza dubbio alcuno il suo legame con Anselmo e quanto questo lo abbia fortificato nella sua fede, e si lancia in una delle questioni più delicate della politica del suo tempo: la relazione tra il potere secolare e quello temporale. Nel capitolo ventidue sostiene che il re dovrebbe essere eletto con il consenso dei suoi vescovi facendo un riferimento all’elezione di Lotario di Supplinburg nel 1125, che certamente ha visto un aiuto da parte del consiglio episcopale.
Questo riferimento presupporrebbe una datazione posteriore al 1125, ma è preferibile pensare che in realtà Onorio si riferisse alle circostanze che resero possibile l’elezione di Lotario più che all’evento in sé. Perciò è possibile ipotizzare una datazione precedente: con l’inizio della scrittura della Summa Gloria al 1111, subito dopo la composizione dell’Imago Mundi.  

### Quaestioneseinterrogationes
Interrogatio
Interrogatio de ascensu et consessu Christi
Interrogatio de descensu Christi
Liber duodecim quaestionum: quest’opera fa parte di una serie di Quaestiones, insieme alle Octo Quaestionum de Angelis et Homine, attribuite erroneamente a Salonio di Ginevra. Nonostante nel prologo Onorio dichiari di voler affrontare la questione della superiorità dei canonici sui monaci, il tema centrale riguarda la convinzione di Onorio che gli uomini siano stati creati per prendere il posto degli angeli caduti dal paradiso.
Quaestiones octo de angelo et homine: collegato al Liber duodecim quaestionum, quest’opera di quaestiones riguarda principalmente i problemi degli uomini e degli angeli, la loro caduta e la possibilità o meno per loro di redimersi.
Quaestiones theologicae
Utrum sit peccatum nubere vel carnem comedere

## Edizioni
- Opere pubblicate nella Patrologia Latina:
  - PL 40 (coll. 1005-1032: Cognitio vitae attribuita ad Agostino o a Onorio);
  - PL 168 (coll. 1195-1306: In Ecclesiasten attribuito a Rupert de Deutz);
  - PL 170 (coll. 609-664: De vita vere apostolica attribuita a Rupert de Deutz);
  - PL 172 (coll. 39-102: De philosophia mundi opera spuria; coll. 101-116: De solis affectibus opera spuria; coll. 115-188: Imago mundi; coll. 187-196: Summa totius de omnimoda historia; coll. 197-234: De luminaribus Ecclesiae; coll. 233-240: De haeresibus; coll. 239-244: Catalogus Romanorum Pontificum; coll. 245-251: Commentarium in Timaeum Platonis opera spuria; coll. 253-266: Hexaemeron; coll. 265-270: De decem plagis Aegypti spiritualiter; coll. 269-321: Selectorum Psalmorum expositio selezione dal commentario ai Salmi di Onorio; coll. 311-348: Quaestiones et ad easdem responsiones in duo Salomonis libros Proverbia et Ecclesiasten opera spuria; coll. 347-496: In Cantica Canticorum; coll. 495-518: Sigillum Beatae Mariae; coll. 541-738: Gemma animae; coll. 737-806: Sacramentarium; coll. 807-1108: Speculum Ecclesiae; coll. 1109-1176: Elucidarium; coll. 1177-1186: Liber duodecim quaestionum; coll. 1185-1192: Libellus octo quaestionum de angelis et homine; coll. 1191-1222: Inevitabile; coll. 1223-1230: De libero arbitrio; coll. 1229-1240: Scala caeli maior; coll. 1239-1242: Scala caeli minor; coll. 1241-1246: De animae exsilio et patria; coll. 1247-1248: De vita claustrali; coll 1249-1258: Eucharistion; coll. 1257-1270: Summa gloria);
  - PL 193 (coll. 1315-1372: selezione dal commentario ai Salmi di Onorio);
  - PL 194 (coll. 485-730: selezione dal commentario ai Salmi di Onorio);
  - PL 213 (coll. 929-948: De esu volatilium attribuito a un anonimo benedettino).
- Clavis physicae, edizione critica della prima parte (parr. 1-315) e introduzione di Paolo Lucentini, Roma: Edizioni di Storia e Letteratura, 1974.
- La «Clavis physicae» (316-529) di Honorius Augustodunensis. Studio e edizione a cura di Pasquale Arfé, Napoli, Liguori, 2012.
- Y. Lefèvre, L'Elucidarium et les Lucidaires. Contributions par l'histoire d'un texte, à l'histoire des croyances religieuses en France au Moyen Age, Paris, 1954.
- Libelli Honorii Augustodunensis presbyteri et scholastici, ed. I. Dieterich, Hannoverae, Impensis Bibliopolii Hahniani, 1897 (MGH Libelli de lite imperatorum et pontificum saeculis XI et XII conscripti 3), pp. 29–80.

## Traduzioni
- Onorio di Ratisbona, Cos'è l'uomo (dalla Clavis physicae) antologia a cura di Ernesto Mainoldi, Torino 1998.
- Honorius Augustodunensis, Imago mundi, a cura di Marco Albertazzi, trad. Marco Albertazzi e Simone Tomasi, postfazione di Alessandro Grossato, la Finestra editrice, 2022 ISBN 978-8832236-24-8